# Massimo Ambrosini
Massimo Ambrosini, italijanski nogometaš, * 29. maj 1977, Pesaro, Marke, Italija.
Ambrosini je nekdanji dolgoletni nogometaš italijanskega AC Milana, kjer je bil v letih 2009–2013 tudi kapetan moštva.
Kariero je zaključil leta 2014 v ekipi Fiorentine iz Firenc.